# Pose (Daddy Yankee)
Pose è una canzone dell'artista musicale portoricano Daddy Yankee, pubblicata come primo singolo estratto dall'album Talento de barrio del 2008, tratto dall'omonimo film. Il brano è molto vario: comprende mix di dance, hip hop, pop, oltre a ritmi latino e afro-americani.

## Classifiche
| Classifiche (2008)                    | Posizione più alta |
| ------------------------------------- | ------------------ |
| U.S. Billboard Hot Latin Songs        | 4                  |
| U.S. Billboard Latin Tropical Airplay | 7                  |
| U.S. Billboard Latin Pop Airplay      | 23                 |
| U.S. Billboard Latin Rhythm Airplay   | 1                  |